# La Ròchafocaud
La Ròchafocaud (en francès La Rochefoucauld) és un municipi francès situat al departament del Charente i a la regió de la Nova Aquitània. L'any 1999 tenia 3.228 habitants.

## Història
Fou una petita vila on es va construir el 1026 un castell per Foucauld I al lloc del fortí. El senyor del castell Adhemar va dotar l'assentament d'una església el 1060. Els senyors van prendre el nom de Rochefoucauld. Els senyors que van seguir a Adhemar sembla que es digueren Guiu, i van ser cinc. Vers el 1200 apareix Foucauld II. La successió va continuar regularment de pare a fill. Francesc I (1471-1528) fou el primer comte de La Rochefoucauld, el darrer any del seu govern; fou erigit per la unió de les baronies de La Rochefoucauld, de la Baronia de Marthon, de les Castellanies de Blanzac, Montignac, Verteuil, Saint-Laurent-de-Déris i Cellefrouin. El seu besnet Francesc V (1591-1650) fou el primer duc, al convertir-se el comtat en ducat pairia el 1622. Els ducs foren també prínceps de Marcillac. Francesc VII fou a més a més marques de Guercheville i Baró de Verteuilforen; va abdicar el 1713 en favor del seu fill i va morir un any després; el fill Francesc VIII fou comte de Duretal, Comte de La Roche-Guyon (després Duc de La Roche-Guyon), a més de duc de La Rochefoucauld i príncep de Marcillac; també va posseir el Marquesat de Barbezieux, i les baronies de Verteuil, de Montignac i d'Estissac. Francesc VIII fou comte de Montignac, comte de Duretal, Duc de La Roche-Guyon, Senyor del Ducat d'Hallwin, Marques de Liancourt, Baró de Verteuil, de Marthon i d'Estissac. El 1732 es van unir al ducat les senyories de Marcillac, Anville, Génac i Ambérac, però el 1765 en van tornar a ser separades. Extinta la dinastia va passar per matrimoni el 1762 als marquesos de Roucy. Encara que el títol va continuar i existeix avui en dia, els drets senyorials van ser suprimits el 1789.

## Llista de senyors, comtes i ducs de La Rochefoucauld
- Foucauld I vers 1020
- Adhemar vers 1060
- Guiu I vers 1080
- Guiu II vers 1100
- Guiu III vers 1130
- Guiu IV vers 1160
- Guiu V vers 1180
- Foucauld II vers 1200
- Aimeric I fins a 1249
- Guiu VI 1249-1295
- Aimeric II 1295-1297
- Guiu VII 1297-1344
- Aimeric III 1344-1362
- Guiu VIII 1362-1427
- Foucauld III 1427-1467
- Joan I 1467-1471
- Francesc I 1471-1528
- Francesc II 1528-1533
- Francesc III 1533-1572
- Francesc IV 1572-1591
- Francesc V 1591-1650
- Francesc VI 1650-1680
- Francesc VII 1680-1713
- Francesc VIII 1713-1728
- Alexandre I 1728-1762
- Lluïsa Elisabet 1762
- Joan Baptista Frederic de Roucy 1762 (espòs)
- Lluís Alexandre I 1762-1789
- abolició 1789

Vegeu: Casal de La Rochefoucauld